# Hausbergen

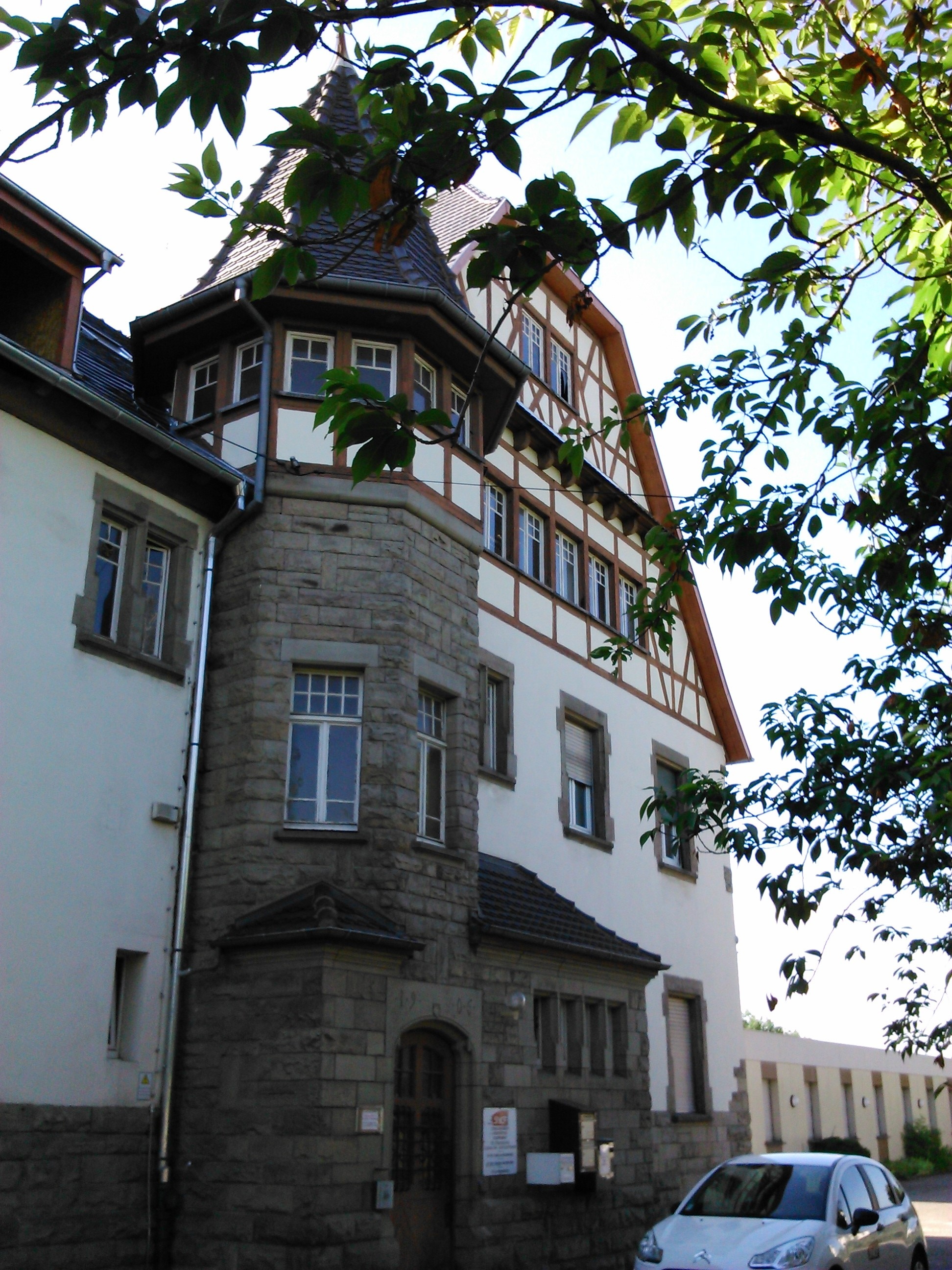
Estación de Hausbergen.

Hausbergen es una región natural y un territorio histórico de Alsacia dividido actualmente entre tres municipios de la estructura intercomunal del Gran Estrasburgo: 
- Niederhausbergen (bajo Hausbergen)
- Mittelhausbergen (Hausbergen medio o central).
- Oberhausbergen (Hausbergen superior).[1][2]

Fue el escenario de la batalla de Hausbergen en 1262, tras la cual Estrasburgo se convirtió en ciudad imperial libre.
Las colinas de Hausbergen, que dominan el valle del Rin por el este y tocan las colinas de Kochersberg por el oeste, están situadas en los territorios de los tres pueblos y se extienden hasta Mundolsheim. Sus picos culminan a 186 m (Holderberg), 184 m (Pfaffenberg) y 181 m (Alterberg).